# Syndrome 3C
Pour les articles homonymes, voir 3C.
 Mise en garde médicale
Le syndrome 3C est l'association de :
- malformations Cardiaques
- hypoplasie du Cervelet
- dysmorphie Craniofaciale.

## Autres noms
- Dysplasie cranio-cérébello-cardiaque
- Syndrome de Ritscher-Schinzel

## Étiologie
Le gène en cause est inconnu.

## Description
Malformations cardiaques
- Touchent surtout l'endocarde
- Canal atrio-ventriculaire
- Anomalies des valves mitrales et tricuspides
- Malformations cono-troncale

Hypoplasie du cervelet
- Agénésie du vermis cérébelleux
- Malformation de Dandy-Walker
- Dilatation du carrefour ventriculaire

Dysmorphie craniofaciale
- Une saillie des bosses frontales
- Un occiput proéminent
- Une fontanelle antérieure large
- Un hypertélorisme,
- Une racine du nez plate
- Une division palatine ou une luette bifide

Il existe un retard de développement avec retard à l'acquisition de la marche. Les troubles moteurs s'améliorent avec l'âge.

## Diagnostic
Le tableau clinique fait discuter :
- Syndrome de Joubert (cause plus courante d'agénésie du vermis cérébelleux)
- Syndrome CHARGE
- Syndrome d'Opitz lié à l'X (syndrome G)

## Transmission
La transmission autosomique récessive est probable.